# Elijah Winnington
Elijah Winnington (Gold Coast, 5 de maio de 2000) é um nadador australiano, medalhista olímpico.

## Carreira
Winnington conquistou a medalha de bronze nos Jogos Olímpicos de Verão de 2020 em Tóquio na prova de revezamento 4×200 m livre masculino, ao lado de Alexander Graham, Kyle Chalmers, Zac Incerti, Thomas Neill e Mack Horton, com a marca de 7:01.84.